# Niphta bickeli
Niphta bickeli är en tvåvingeart som beskrevs av Günther Theischinger 1986. Niphta bickeli ingår i släktet Niphta och familjen mätarmyggor. Inga underarter finns listade i Catalogue of Life.